# R Canis Majoris
R Canis Majoris (R CMa / HD 57167 / HR 2788) és un estel variable en la constel·lació del Ca Major. De magnitud aparent mitjana +5,71, es troba a 140 anys llum del Sistema Solar.
R Canis Majoris és un estel binari amb un període orbital de només 1,359 dies. Els dos estels, encara que estan molt properes entre si, no arriben a constituir una binària de contacte. La component principal té tipus espectral F0V i una temperatura efectiva de 7310 K. La seva lluminositat és 5,8 vegades major que la del Sol i el seu radi és un 50 % més gran que el radi solar.També és una mica més massiva que el Sol, amb una massa de 1,07 masses solars. L'estel acompanyant és de tipus K1IV i té una temperatura de 4355 K. Amb el 43 % de la lluminositat solar, el seu radi és un 15 % més gran que el del Sol, però la seva massa suposa només el 17 % de la massa solar. El contingut metàl·lic d'ambdos estels és comparable al solar ([Fe/H] = -0,03) i la seva edat s'estima en 1300 milions d'anys.Així mateix, aquesta binària és una radioestrella.
El sistema és una variable eclipsant semblant a Algol (β Persei) o a ζ Phoenicis. En l'eclipsi principal la seva lluentor disminueix 0,64 magnituds quan la component més tènue i freda intercepta la llum de la seva companya, mentre que l'eclipsi secundari amb prou feines és perceptible. Un tercer estel més allunyat completa el sistema estel·lar. Té una massa de 0,34 masses solars i emplea 92,8 dies a completar una òrbita entorn de la binària.